# Pemagatshel
Pemagatshel (también transliterado como Pemagatsel), es un pueblo y la capital del distrito de Pemagatshel, al este de Bután.

## Demografía
En 2005 contaba con una población de 1066 personas. A su vez, en 2017 la ciudad tenía 1038 habitantes.

## Geografía
Cuenta con una altitud media sobre el nivel del mar de 1207 metros. Se encuentra en el gewog (condado) de Shumar, uno de los más septentrionales del distrito. El gewog disfruta de condiciones climáticas moderadas en general, con la excepción de las áreas de baja altitud que experimentan veranos extremadamente calurosos.

## Economía
El cultivo de tseri y de tierra de secano prevalece, y el maíz es la principal cosecha de cereales. La naranja y las patatas se cultivan como los principales productos comerciales. Las hortalizas se cultivan para el autoconsumo, además de unas pocas que se cosechan con un propósito comercial mínimo. El gewog también produce artículos ganaderos como queso, mantequilla, leche y productos avícolas. La extracción de yeso y la fábrica de energía de yeso están ubicadas en la zona, lo que proporciona empleo a trabajadores no calificados durante la temporada baja y contribuye al desarrollo socioeconómico. Al ser la capital, Pemagatshel es la sede administrativa del distrito.

## Desarrollo
El nuevo dzong del distrito, que fue planeado para ser la sede de la región en 2021, comenzó a construirse en la reciente ciudad de Denchi, a una hora de Pemagatshel, ya que el área actual de la ciudad es inestable, está congestionada y es pequeña para la expansión. A partir de 2020 se construyeron y planearon nuevos edificios en Denchi para el traslado de los habitantes de Pemagatshel. Sin embargo, debido a la pandemia por el COVID-19, muchos comerciantes alegaron que hubo retrasos en la construcción, por lo que ese año la instalación no pudo completarse.